# Monsunklima
Als Monsunklima werden nach der Köppen-Geiger-Klassifikation verschiedene Klimate bezeichnet.
Diese sind im engeren Sinn:
- Tropisches Monsunklima Am
- Monsunbeeinflusstes feucht subtropisches Klima Cwa
- Sommerheißes monsunbeeinflusstes feuchtes Kontinentalklima Dwa
- Sommerwarmes monsunbeeinflusstes feuchtes Kontinentalklima Dwb
- Monsunbeeinflusstes subarktisches Klima Dwc
- Monsunbeeinflusstes extrem kaltes subarktisches Klima Dwd

Im weiteren Sinn:
- Subtropisches Hochlandklima Cwb
- Kaltes subtropisches Hochlandklima Cwc

Im übertragenen Sinn:
- Ostseitenklima Cfa